# Dana Delany

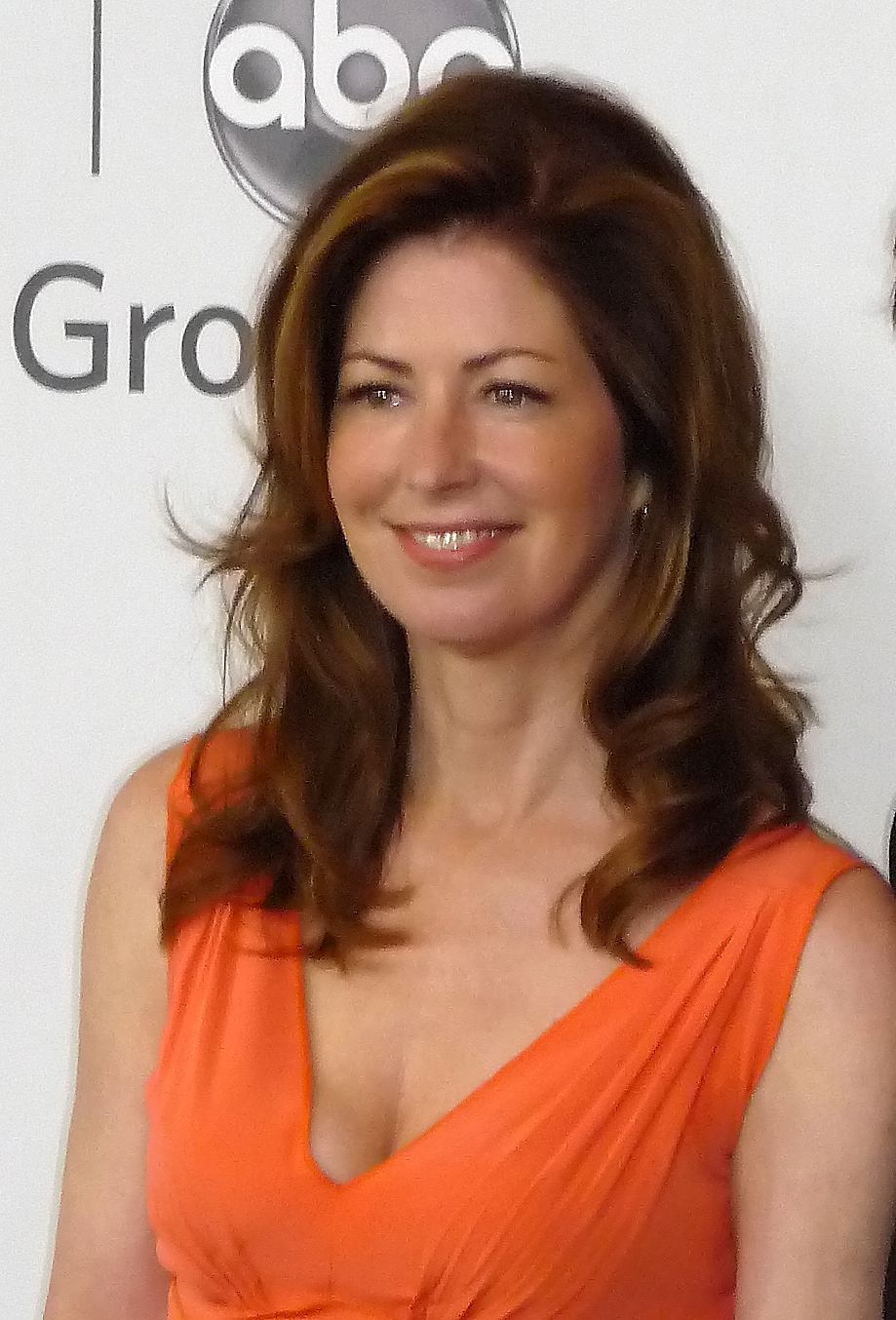
Dana Delany (2010)

Dana Welles Delany (* 13. März 1956 in New York City) ist eine US-amerikanische Schauspielerin und Synchronsprecherin.

## Leben und Leistungen
Delany wuchs in Stamford, Connecticut auf. Sie studierte an der Wesleyan University, dann zog sie nach New York City, wo sie im Fernsehen und in Theaterstücken auftrat. Im Thriller Der Fanatiker (1981) spielte sie an der Seite von Lauren Bacall und James Garner. Es folgten kleine Rollen, so spielte sie 1986 an der Seite von Tom Selleck in zwei Folgen der Fernsehserie Magnum die Rolle der Cynthia Farrell.
In den Jahren 1988 bis 1991 spielte Delany in der Fernsehserie China Beach. Für diese Rolle wurde sie in den Jahren 1990 und 1991 für einen Golden Globe nominiert. In den Jahren 1989 und 1992 gewann sie einen Emmy, für den sie außerdem noch 1990 und 1991 nominiert wurde.
Im Filmdrama True Women (1997) spielte Delany neben Annabeth Gish und Angelina Jolie eine der Hauptrollen. Für diese Rolle gewann sie im Jahr 1998 einen Lone Star Film & Television Award. Ihr Auftritt in einer Folge der Fernsehserie Frauenpower im Jahr 2001 brachte ihr 2001 eine weitere Nominierung für einen Emmy Award.
In der Zeichentrickserie Superman von 1996 bis 2000 sprach sie die Lois Lane. In weiteren Serien des DC Animated Universe nahm sie diese Synchronrolle für vereinzelte Folgen wieder auf.
In der kurzlebigen Fernsehserie Das Geheimnis von Pasadena spielte Delany die Hauptrolle der Catherine McAllister. Für ihre Rolle in der 13-teiligen Serie Kidnapped – 13 Tage Hoffnung erhielt sie positive Kritiken.
Von 2007 bis 2010 war Delany in der erfolgreichen Fernsehserie Desperate Housewives als Katherine Mayfair zu sehen. Ursprünglich wurde Delany bei Start der Serie die Rolle der Bree Van de Kamp, letztlich gespielt von Marcia Cross, angeboten, sie war die Wunschbesetzung von Marc Cherry. Delany lehnte die Rolle ab, da sie nach Das Geheimnis von Pasadena nicht erneut eine Hausfrau spielen wollte. Bereits zuvor lehnte Delany eine letztlich sehr erfolgreiche Rolle ab. Nachdem Produzent Darren Star sie mit Kim Cattrall in Live Nude Girls von 1995 gesehen hatte, bot er ihr die Carrie Bradshaw aus Sex and the City an. Mit einer weiteren schlüpfrigen Rolle wollte Delany ihre Fans allerdings nicht vergraulen.
2010 spielte Delany mit einem zweiteiligen Gastauftritt in der Serie Castle, wie schon in Das Geheimnis von Pasadena und Desperate Housewives, erneut neben Nathan Fillion. Ihre Rolle in Desperate Housewives wurde aus der Serie herausgeschrieben, weil Delany eine Hauptrolle in der Serie Body of Proof angenommen hatte. Dort spielte sie die Neurochirurgin Megan Hunt, die nach einem Autounfall in die Gerichtsmedizin wechselt, da sie ihre Geschicklichkeit für präzise Eingriffe verloren hat. Delany selbst hatte vor Beginn der Dreharbeiten ebenfalls einen Autounfall, bei dem sie sich zwei Finger brach. Die Serie wurde im Mai 2013 abgesetzt.

## Filmografie (Auswahl)

### Filme
- 1981: Der Fanatiker (The Fan)
- 1984: The Streets
- 1984: Threesome
- 1985: Nichts wie weg (Almost You)
- 1986: A Winner Never Quits
- 1986: Liberty
- 1996: Where the River Runs Black

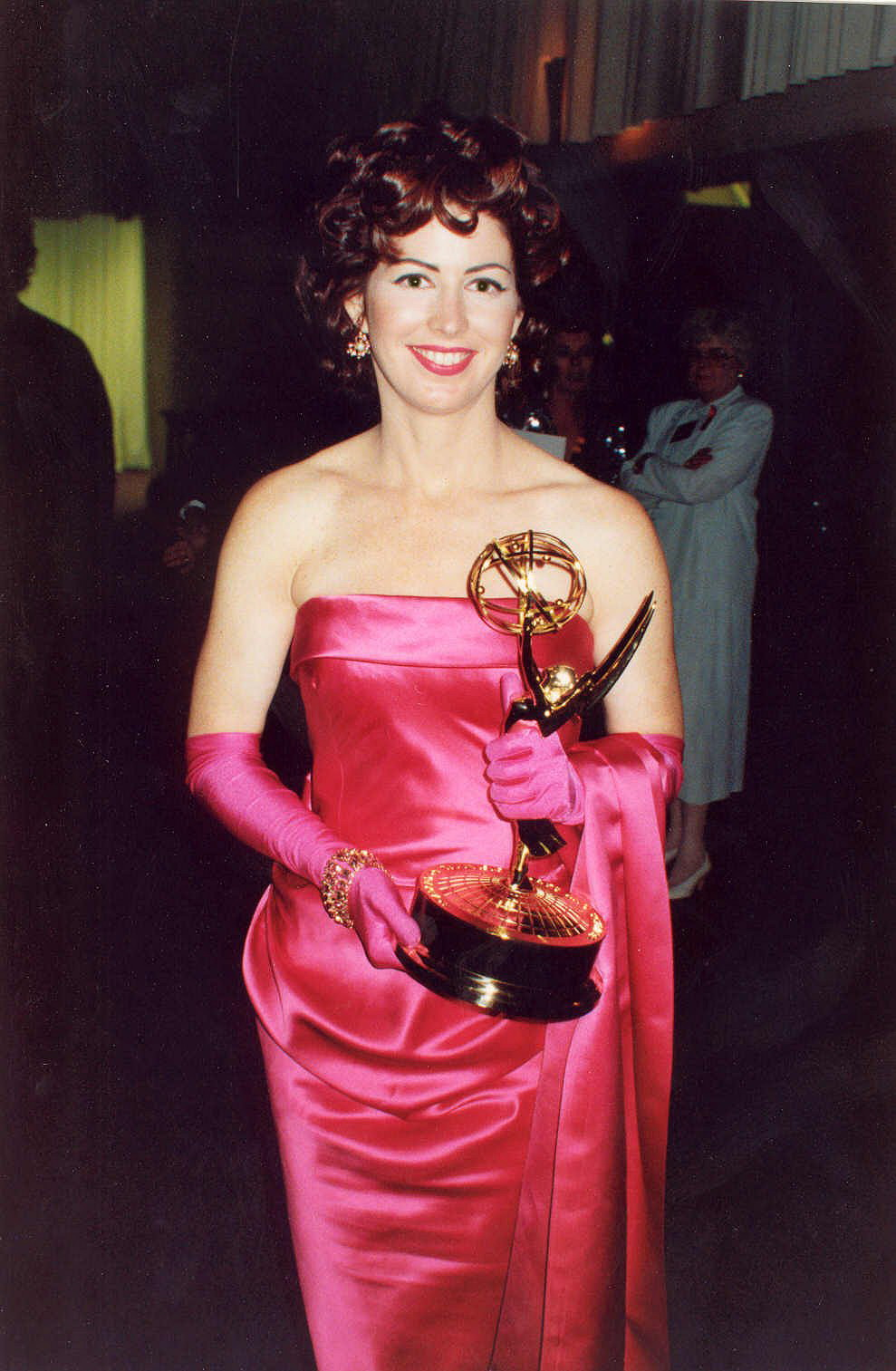
Dana Delany (1992)

- 1988: Masquerade – Ein tödliches Spiel (Masquerade)
- 1988: Patty (Patty Hearst)
- 1988: Mond über Parador (Moon over Parador)
- 1990: A Promise to Keep
- 1992: Housesitter – Lügen haben schöne Beine (HouseSitter)
- 1992: Light Sleeper
- 1993: Tombstone
- 1993: Wild Palms
- 1993: Batman und das Phantom (Batman: Mask of the Phantasm, Stimme)
- 1993: Mord ist die Rache (Donato and Daughter)
- 1994: Der Feind in den eigenen Reihen (The Enemy Within, Fernsehfilm)
- 1994: Texan
- 1994: Undercover Cops (Exit to Eden)
- 1995: Live Nude Girls
- 1995: Choices of the Heart: The Margaret Sanger Story
- 1996: Amy und die Wildgänse (Fly Away Home)
- 1996: For Hope
- 1996: The Batman Superman Movie: World’s Finest (Stimme)
- 1996: Superman: The Last Son of Krypton (Stimme)
- 1997: True Women
- 1998: Mörderische Freunde (Dead Man's Curve)
- 1998: Rescuers: Stories of Courage: Two Couples
- 1998: Wide Awake
- 1998: Der lange Weg zur Wahrheit (The Patron Saint of Liars)
- 1999: The Outfitters
- 1999: Sirens
- 1999: Resurrection – Die Auferstehung (Resurrection)
- 1999: Shake, Rattle and Roll: The American Love Story
- 2000: The Right Temptation – Mörderische Versuchung (The Right Temptation)
- 2001: Final Jeopardy
- 2002: Mother Ghost
- 2002: Betty Anne Waters (Conviction)
- 2003: Spin
- 2003: A Time to Remember
- 2004: Baby for Sale
- 2005: Getting to Know You
- 2007: Route 30
- 2008: A Beautiful Life
- 2008: Flying Lessons
- 2010: Multiple Sarcasm
- 2010: Camp Hell
- 2010: Drunkboat
- 2010: Firebreather (Stimme)
- 2012: Freelancers
- 2017: Die Hochzeit meiner Ex (Literally, Right Before Aaron)
- 2024: The Union

### Fernsehserien
- 1978: Ryan’s Hope (eine Episode)
- 1979–1980: Love of Live
- 1981: Jung und Leidenschaftlich – Wie das Leben so spielt (As the World Turns, eine Episode)
- 1985: Das Model und der Schnüffler (Moonlighting, eine Episode)
- 1986–1987: Magnum (Magnum, p.i., zwei Episoden)
- 1987: Sweet Surrender (sechs Episoden)
- 1988: Die besten Jahre (Thirtysomething, eine Episode)
- 1988–1991: China Beach (61 Episoden)
- 1992: Cheers (eine Episode)
- 1992–1997: Die Larry Sanders Show (The Larry Sanders Show, drei Episoden)
- 1993: Wild Palms (vier Episoden)
- 1995: Fallen Angels (eine Episode)
- 1996: Wing Commander Academy (Stimme, 13 Episoden)
- 1996–2000: Superman (Stimme, 41 Episoden)
- 1997: Duckman (Stimme, eine Episode)
- 1997: Spy Game (eine Episode)
- 2000: Frauenpower (Family Law, eine Episode)
- 2001–2002: Das Geheimnis von Pasadena (13 Episoden)
- 2002–2003: Presidio Med (14 Episoden)
- 2003–2005: Die Liga der Gerechten (Justice League Unlimited, Stimme, sieben Episoden)
- 2004: Law & Order: Special Victims Unit (eine Episode)
- 2004: Boston Legal (eine Episode)
- 2005: Kojak (zwei Episoden)
- 2005–2006: Related (2 Episoden)
- 2006: The L Word – Wenn Frauen Frauen lieben (The L-Word, eine Episode)
- 2006: Battlestar Galactica (eine Episode)
- 2006–2007: Kidnapped – 13 Tage Hoffnung (Kidnapped, 13 Episoden)
- 2007: The Batman (Stimme, zwei Episoden)
- 2007–2010, 2012: Desperate Housewives (65 Episoden)
- 2010: Batman: The Brave and the Bold (Stimme, eine Episode)
- 2010: Castle (zwei Episoden)
- 2011–2013: Body of Proof (42 Folgen)
- 2014–2017: Hand of God (20 Folgen)
- 2018: Bull (Staffel 2, Folge 18)
- 2019: The Code (12 Folgen)
- seit 2022: Tulsa King
- 2023: The Other Two (eine Episode)
- 2023: Mayans M.C. (5 Folgen)

## Auszeichnungen
| Jahr | Award                             | Kategorie                                        | Film oder Serie      | Ergebnis  |
| ---- | --------------------------------- | ------------------------------------------------ | -------------------- | --------- |
| 1989 | Emmy                              | Beste Hauptdarstellerin in einer Dramaserie      | China Beach          | Gewonnen  |
| 1990 | Emmy                              | Beste Hauptdarstellerin in einer Dramaserie      | China Beach          | Nominiert |
| 1990 | Golden Globe                      | Beste Serien-Hauptdarstellerin                   | China Beach          | Nominiert |
| 1991 | Emmy                              | Beste Hauptdarstellerin in einer Dramaserie      | China Beach          | Nominiert |
| 1991 | Golden Globe                      | Beste Serien-Hauptdarstellerin                   | China Beach          | Nominiert |
| 1992 | Emmy                              | Beste Hauptdarstellerin in einer Dramaserie      | China Beach          | Gewonnen  |
| 1998 | Lone Star Film & Television Award | Beste TV-Darstellerin                            | True Women           | Gewonnen  |
| 2001 | Emmy                              | Beste Hauptdarstellerin in einer Dramaserie      | Family Law           | Nominiert |
| 2008 | Screen Actors Guild Award         | Bestes Schauspielerensemble in einer Comedyserie | Desperate Housewives | Nominiert |
| 2009 | Prism Award                       | Beste Darstellerin einer Comedyserie             | Desperate Housewives | Gewonnen  |
| 2009 | Screen Actors Guild Award         | Bestes Schauspielerensemble in einer Comedyserie | Desperate Housewives | Nominiert |